# Zpovědnice

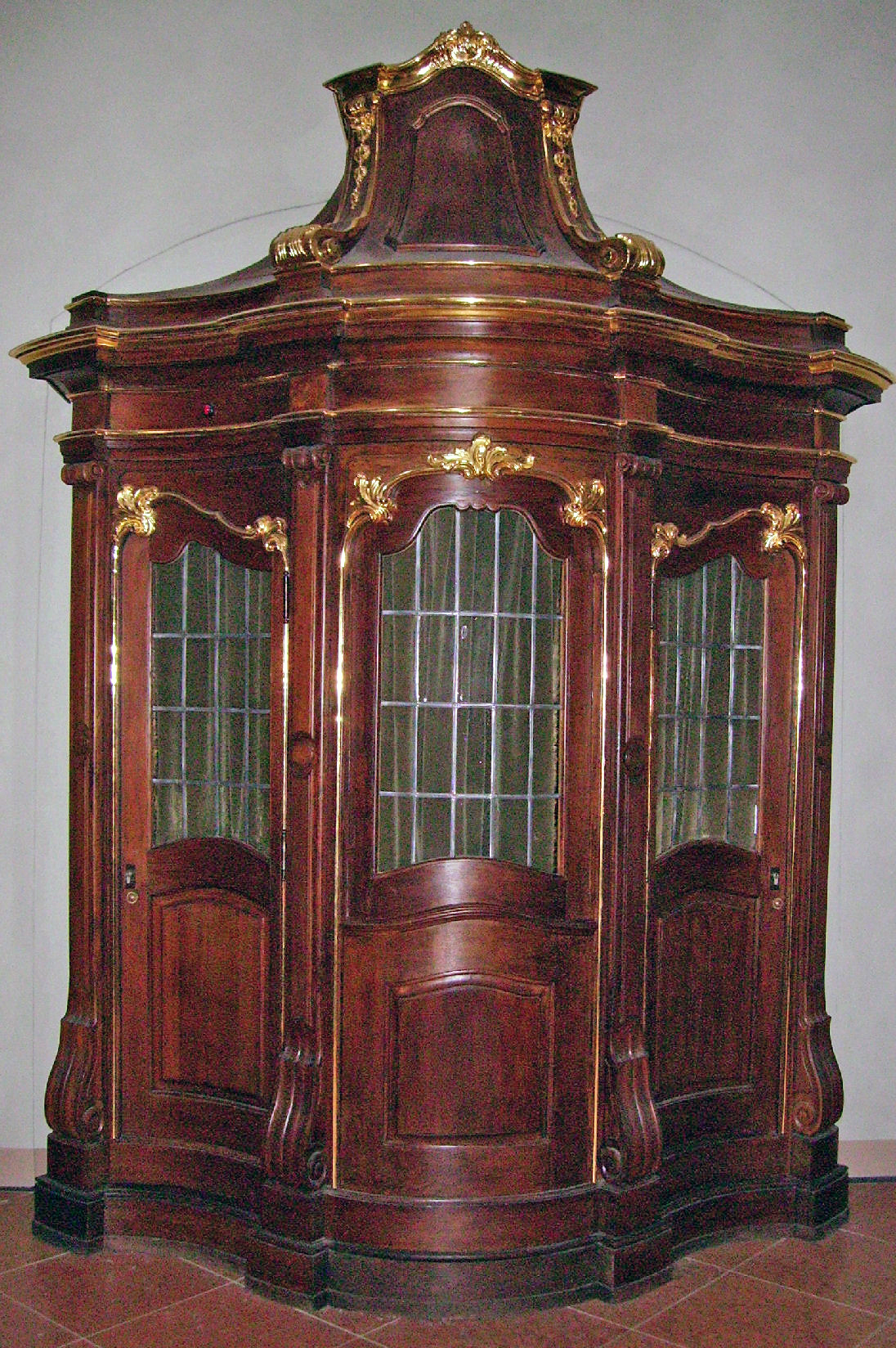
Barokní zpovědnice u jezuitů, Mannheiml

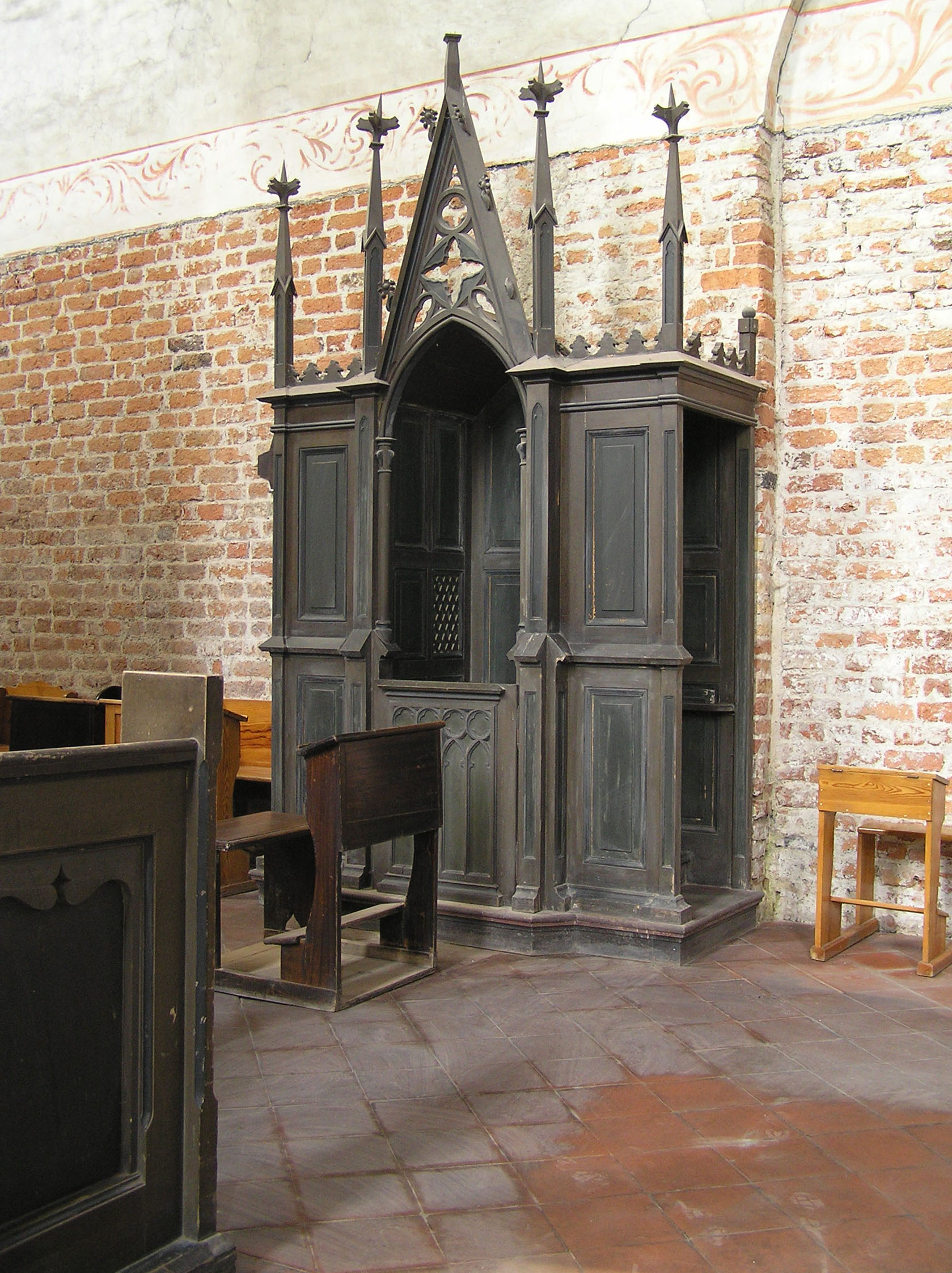
Zpovědnice v římskokatolickém kostele 19. století, Chelmno

Zpovědnice je oddělené místo v římskokatolickém kostele nebo v přilehlé zpovědní místnosti, kde se uděluje svátost smíření.

## Historie

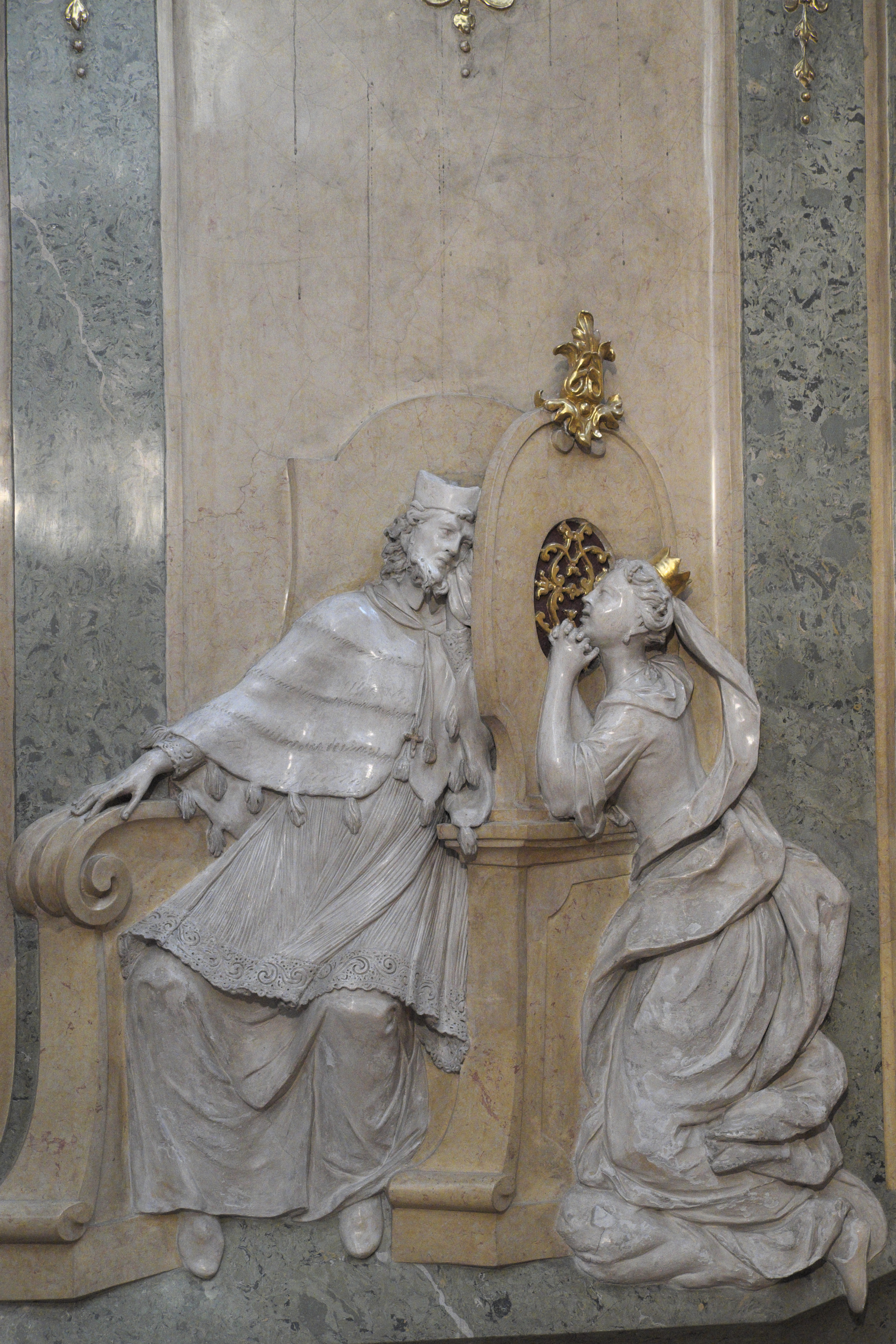
Jan Nepomucký jako zpovědník, kostel servitů, Vídeň-Alsergrund

První zpovědnice jsou doloženy ve 13. století. V podobě oddělené přepážky nebo křesla se zacloněným nebo zamřížovaným okénkem pro kněze a klekátkem pro věřící se zpovědnice začala praktikovat od závěru 16. století podle ustanovení Tridentského koncilu. První uzavřené dřevěné kabiny jako zpovědnice či zpovědní místnosti začal ve své diecézi zavádět milánský arcibiskup sv. Karel Boromejský. Jejich existence v kostele byla povinně předepsána římskými rituálními předpisy (Rituale romanum) od roku 1614. Pro anonymitu a zachování zpovědního tajemství se doporučoval tmavý, neosvětlený zpovědní prostor, zpovídající se osoba byla ukryta v šeru. Hlavní období rozvoje zpovědnic jako honosného nábytku s dvojími dveřmi a řezanou nebo intarzovanou výzdobou i malovanými čely nastalo v baroku. Na horních římsách zpovědnic bývali zobrazeni svatí patroni tajemství zpovědi, například sv. Jan Nepomucký nebo sv. Ignác. Zpovědnice bývaly umístěny v bočních lodích kostelů střídavě s oltáři, ve velkých chrámech jich bylo až osm či dvanáct.
Martin Luther žádal od věřících zpověď veřejnou.

## Současnost
Současné zpovědnice jsou jednoduchým prostorem kostela, zvukově odděleným matným sklem či zástěnou, uvnitř má zpovědník sedadlo stejně jako zpovídající se, případně bývá mezi nimi stolek. Zmizela anonymita.